# Большеустьікінське
Бо́льшеу́стьі́кінське (рос. Большеустьикинское, башк. Оло Ыҡтамаҡ) — село, центр Мечетлінського району Башкортостану, Росія. Адміністративний центр Большеустьікінської сільської ради.
Населення — 7839 осіб (2010; 7557 у 2002).
Національний склад:
- башкири — 43 %
- росіяни — 32 %